# Armoiries de la Wallonie
Les armoiries de la Wallonie sont légalement fixées par le décret régional du 23 juillet 1998 déterminant le jour de fête et l’emblème propres à la Région wallonne adopté par le  Parlement wallon. La version originelle des armoiries datait de 1913.

## Héraldique

Armoiries officielles de la Wallonie.

Selon l'article 2 du décret wallon du 23 juillet 1998, « Les armoiries de la Région wallonne sont d'or au coq hardi de gueules ; elles sont représentées conformément au modèle figurant en annexe 1 du présent décret. Le coq hardi de ces armoiries peut être utilisé isolément comme symbole de la Région. »